# Fernando Couto
Fernando Couto (wym. [fɨɾˈnɐ̃du ˈkotu]; właśc. Fernando Manuel Silva Couto; ur. 2 sierpnia 1969 w Espinho) – portugalski piłkarz grający na pozycji środkowego obrońcy.
Swoją karierę Couto rozpoczął już w 1987 roku w FC Porto, gdzie grał przez rok i rozegrał jedno spotkanie. Następnie przeniósł się do FC Famalicão (nie rozegrał ani jednego meczu), a potem do Akademiki Coimbra. W 1990 roku powrócił do FC Porto. Przez cztery lata gry w tym klubie rozegrał 106 spotkań i strzelił 10 bramek. W latach 1994–1996 Couto grał dla Parmy (39 meczów, 4 bramki). W 1996 przeniósł się do Barcelony, gdzie zagrał 45 razy, ale nie strzelił żadnej bramki. W 1998 roku Couto zmienił klub na S.S. Lazio, gdzie grał przez 7 lat (do 2005) i w barwach tego klubu ma na swoim koncie 145 występów i 9 bramek. Od 2005 roku grał ponownie w Parmie, po czym w roku 2008 zakończył karierę.
W latach 1990–2004 Couto rozegrał 110 meczów i strzelił 8 bramek dla reprezentacji Portugalii.

## Odznaczenia
- Oficer Orderu Infanta Henryka – 2004[1]